# Storia di Faenza
La storia di Faenza inizia in epoca romana, ma le origini della città non sono ben definite. Tra le ipotesi iniziali ce n'è una legata alla mitologia, ma le informazioni sono più precise a partire dalla conquista romana del II secolo a.C.. 

## L'antichità
Le origini della città sono incerte. Alcuni cronisti storici, come Agostino Tolosano o Giulio Cesare Tonduzzi, ne fanno risalire la fondazione alla mitologia: i coloni attici che risalendo l'Adriatico avrebbero fondato Ravenna si sarebbero spinti anche nell'entroterra fondando l'insediamento di Foentia. Studi più recenti testimoniano come, soprattutto nelle zone pedecollinari del territorio faentino, vi siano tracce di insediamenti sia neolitici che risalenti all'età del bronzo.

Non vi sono certezze su quali popoli abitassero il territorio prima della conquista romana nel II secolo a.C.. I ritrovamenti archeologici indicano che, anche grazie alla posizione favorevole offerta dall'incrocio fra il fiume Lamone, la via salaria che attraverso gli Appennini portava il sale in Etruria e Campania, e la strada pedecollinare che poi i romani avrebbero lastricato e chiamato Aemilia, gli abitanti della zona ebbero contatti con tribù umbre, con gli etruschi e forse anche con i sabini, prima dell'invasione dei celti. Plinio riferendosi ai primi tempi repubblicani parla di "popoli faentini" alleati dei romani e Silio Italico nella sua descrizione della seconda guerra punica (218 a.C.) racconta come i faentini, a differenza degli insediamenti celtici della zona, appoggiarono i romani contro i cartaginesi. Quello che è certo è che, dopo la definitiva conquista romana della Gallia Cisalpina, attorno al 180 a.C. nel territorio fu insediata una colonia alla quale venne assegnato il nome benaugurante di Faventia, che significa "città favorevole" ossia "città amica" ed è quindi questo l'avvenimento che sancisce la nascita della vera e propria città.

L'insediamento fu ascritto alla tribù Pollia e si sviluppò grazie alla produzione agricola, tessile e ceramica. Qui, nell'82 a.C. il sillano Cecilio Metello sconfisse l'esercito del popularis Gneo Papirio Carbone, durante le guerre civili della tarda repubblica romana. Con la nascita dell'Impero Romano e la susseguente riorganizzazione amministrativa voluta da Augusto entrò a far parte della Regio VIII.

Tra il primo e il secondo secolo d.C. l'insediamento cittadino andò ampliandosi, espandendosi anche all'esterno del pomerio originale. In questo periodo Faventia è ricordata per essere stata la città di residenza di una delle famiglie più importanti dell'epoca, la gens Avidia di Gaio Avidio Nigrino, console romano e nonno del futuro imperatore Lucio Vero. 

Dei primi anni del IV secolo è invece la prima testimonianza certa di un vescovo faentino, Constantius, a dimostrazione della presenza in città della religione cristiana. 

La città non venne eccessivamente colpita dalle crisi del periodo tardo imperiale, grazie alla vicinanza con Ravenna, sede della flotta imperiale prima e in seguito capitale dell'Impero. Soltanto nel tardo V secolo il diffuso declino dell'autorità romana nella zona iniziò a manifestarsi concretamente anche a Faenza.

In seguito alla caduta dell'Impero d'Occidente è ricordata dalle cronache per essere il luogo dove avvenne il tradimento di Tufa nei confronti di Teodorico durante la Conquista dell'Italia di Teodorico e per la battaglia combattutasi nel 542, nella quale Totila e l'esercito ostrogoto sconfissero i Bizantini. Con la successiva riconquista dell'Italia da parte dei Bizantini a danno dei Goti, Faenza entrò a far parte dell'Esarcato. All'VIII secolo risale la prima cinta muraria, costruita per difendere la città dai Longobardi. L'esercito di Liutprando l'assediò e la conquistò nel 740 e in seguito, insieme al resto dell'odierna Romagna, passò numerose volte di mano tra Longobardi e Bizantini fino alla definitiva discesa in Italia di Carlo Magno che, al termine della campagna contro i Longobardi, la cedette nominalmente alla Chiesa nel 774.

## Il Medioevo
Al momento della pacificazione del territorio da parte di Carlo Magno, Faventia era una città prostrata da secoli di declino e ulteriormente devastata dalle guerre longobardiche. L'area urbana, che nel momento di massima espansione in epoca romana (III secolo d.C.) poteva contenere dodicimila abitanti, si era ridotta sensibilmente e le mura altomedievali racchiudevano solo una porzione di quella che era stata la città romana.

Gli ultimi due secoli del primo millennio videro una lenta ripresa della città, testimoniata dall'edificazione di alcuni importanti luoghi di culto, e una significativa evoluzione della sua vita politica. Faenza era infatti sotto la giurisdizione della Santa Sede ma nei secoli il modello di governo carolingio della città iniziò ad evolvere verso quello che sarebbe diventato il modello comunale.
Nell'XI secolo viene attestata per la prima volta a Faenza la presenza di un consul (1045).
Di poco posteriori sono le prime testimonianze di screzi con le città vicine. Nel 1080 infatti i faentini, con l'aiuto del conte francese di Vitry, sconfissero tra Albereto e Prada i ravennati che avevano invaso il territorio faentino, scacciandoli

Le figure dei consoli, scelti tra le maggiori famiglie cittadine, vennero in seguito affiancate da un podestà forestiero. In entrambi i casi la carica aveva la durata di un anno. Il più antico podestà appare in un documento del 1155. Verso la metà del secolo XII si era dunque ormai saldamente costituito il governo comunale e nello stesso periodo anche a Faenza, come in tutta l'Italia centrosettentrionale, iniziarono a manifestarsi i primi contrasti tra sostenitori del papato e dell'imperatore.
 Proprio in quegli anni la famiglia Manfredi iniziò ad imporsi come una delle più importanti famiglie cittadine. Già distintisi in alcune delle ormai consuete battaglie contro i Comuni limitrofi, nei primi mesi del 1164 i Manfredi ospitarono infatti nelle loro case faentine l'imperatore Federico I Barbarossa, sceso in Italia per una campagna militare, onorandolo con un torneo a cavallo. Successivamente ottennero dal sovrano del Sacro Romano Impero importanti diritti vassallatici, che accrebbero la loro influenza sulla città romagnola.
Nel giro di pochi anni si ebbero però due importanti svolte concernenti la politica faentina. Faenza si allontanò infatti dalle posizioni ghibelline per avvicinarsi decisamente a quelle guelfe tant'è che già nella seconda metà degli anni settanta le truppe imperiali tentarono senza successo di riportarla sotto l'obbedienza imperiale e in seguito Faventia fu tra le città aderenti alla Lega Lombarda che siglarono la Pace di Costanza con l'imperatore nel 1183. Nello stesso periodo, inoltre, la devoluzione dei poteri dai consoli ai podestà ebbe una drammatica accelerazione: il 9 febbraio 1184 una sommossa del popolo condusse a disordini e saccheggiamenti e, per ripristinare l'ordine, l'autorità in capo ai consoli venne attribuita in toto al Podestà, il milanese Guglielmo Burro.
 L'anno seguente il legato imperiale Berthold von Königsberg pensò di approfittare della complessa situazione politica in città e condusse nel territorio faentino armate ghibelline provenienti da Ravenna, Forlì e Forlimpopoli ma i faentini sconfissero sonoramente l'armata ghibellina costringendo il legato imperiale a stringere la pace.
Gli anni tra la fine del XII e l'inizio del XIII secolo furono caratterizzati dalla stabilizzazione del nuovo assetto politico comunale, che vedeva i Podestà susseguirsi nel governo della città ma assicurava la diretta rappresentanza del popolo nelle cariche pubbliche tramite il Consiglio di Credenza, e da una certa crescita demografica ed economica della città, come testimoniato dall'ampliamento delle mura cittadine nei pressi del monastero di Santa Maria Foris Portam e dalla realizzazione di alcuni canali esterni che circondavano e proteggevano l'intero centro abitato.
Nel 1226 Faenza aderì alla seconda Lega Lombarda (unica tra le città romagnole). La reazione imperiale fu dura: Federico II la cinse d'assedio, ma senza esito. Nel periodo guelfo la città fu spesso contrastata dalla ghibellina Forlì. Nel 1237 Federico II sconfisse la Lega Lombarda. Il potere su Faenza fu assegnato alla famiglia ghibellina degli Accarisi, che cacciarono i guelfi Manfredi. Ma questi ultimi ripresero il potere. Nel 1239 Faenza era l'unica città guelfa di Romagna.
Nel 1241 la città manfrediana tornò nelle mire dell'imperatore. Federico II la pose di nuovo sotto assedio e la prese, dopo un'inattesa resistenza di sette mesi. Risultò decisivo l'aiuto dei ghibellini forlivesi e del loro capitano, Teobaldo Ordelaffi. In questa occasione, Federico, trovatosi a corto di risorse, fece coniare dalla zecca di Forlì degli augustali in cuoio, che rimborsò poi in oro, dopo la vittoria su Faenza. Le benemerenze acquisite dai forlivesi presso l'Imperatore furono comunque d'aiuto agli stessi faentini: infatti, Federico aveva già emanato l'ordine di distruggerne la città, quando l'intercessione dei forlivesi, dispiaciuti di una simile sorte, lo convinse a ritornare sulla sua decisione e a risparmiare Faenza. L'imperatore germanico comunque ordinò di abbattere la cinta muraria e fece costruire una nuova rocca, nella parte ovest della città.
Nel 1248 l'esercito di Federico II riportò una clamorosa sconfitta da parte delle forze guelfe. Ne approfittò Bologna, potenza guelfa, che estese la sua egemonia fino alla Romagna. Nello stesso anno, infatti, entrò in città il primo capitano del popolo nominato da Bologna: Rainerius Laçari. Durante il periodo bolognese fu rifatto il ponte sul Lamone e furono ricostruite le Porte della città, con annesse torri fortificate. Con la fine del dominio bolognese sulla Romagna negli anni settanta, Faenza, che era stata fino ad allora una città guelfa, effettuò un improvviso cambio di campo. Nel 1274, infatti, il podestà, della famiglia Accarisi, si alleò con Guido da Montefeltro, comandante dei ghibellini di Romagna, e cacciò i rivali Manfredi in esilio. 
Trovarono così rifugio in Faenza i ghibellini bolognesi della famiglia Lambertazzi, che erano stati a loro volta cacciati da Bologna dove avevano preso il potere i guelfi Geremei. Nel 1279, papa Niccolò III riuscì ad imporre una riconciliazione fra le parti, prima a Faenza e poi a Bologna, ma la pace non durò che pochi mesi. Rifugiatisi nuovamente a Faenza, i Lambertazzi vi rimasero spadroneggiandovi fino alla tragica notte del 13 novembre 1280, quando i bolognesi Geremei vi irruppero, favoriti dal tradimento di Tebaldello Zambrasi, che aprì loro Porta Imolese, alla cui difesa era stato comandato. 
Dante Alighieri, suo contemporaneo, nella Divina Commedia collocò Tebaldello nel nono cerchio dell'Inferno come "traditore della patria". Di lui rimane famoso il verso:
(Dante Alighieri, Inferno, Canto XXXII, 122)
Oltre a Tebaldello, altri personaggi di Faenza furono menzionati nella Divina Commedia. Faentino è, infatti, Frate Alberigo dei Manfredi, collocato nella terza zona dell'ultimo cerchio dell'Inferno, quello dei traditori degli ospiti, al canto XXXIII, ed è l'ultimo peccatore (quindi il peggiore) a dialogare con Dante. Frate Alberigo è condannato al supplizio infernale in seguito al tradimento perpetrato nei confronti di suoi stessi consanguinei, durante una cena di riconciliazione, la famosa cena delle «Frutta del mal orto». L'onore della città è riscattato nel XXI canto del Paradiso dove compare Pier Damiani. Altri personaggi faentini sono menzionati nel XIV canto del Purgatorio.
Nel 1290 Faenza passò sotto il potere di Maghinardo Pagani, signore di Susinana, che approfittò della divisione fra guelfi e ghibellini. Maghinardo si ritagliò un ruolo molto importante nella storia della città e si dimostrò un ottimo politico e un astuto stratega. Viene citato da Dante con il suo simbolo del "leone in campo bianco" tra i consiglieri di frode, poiché si comportava da guelfo con i fiorentini e da ghibellino con i romagnoli per questioni di convenienza politica:
(Dante Alighieri, Inferno, Canto XXVII)

## La signoria Manfredi e il dominio veneziano
Nel 1313 iniziò la signoria della famiglia Manfredi. Il primo Signore fu Francesco Manfredi (1260 ca. - 1343). Carlo II Manfredi (1439-1484) rinnovò il centro urbano con la costruzione della cattedrale e del palazzo del popolo. In epoca rinascimentale, grazie in particolare al benessere e allo sviluppo conseguenti alla Renovatio manfrediana, la città divenne celebre per la produzione di oggetti in ceramica, esportati in tutta Europa; per questo motivo il toponimo stesso è diventato sinonimo di maiolica in molte lingue, tra cui il francese (faïence) e l'inglese (faience).

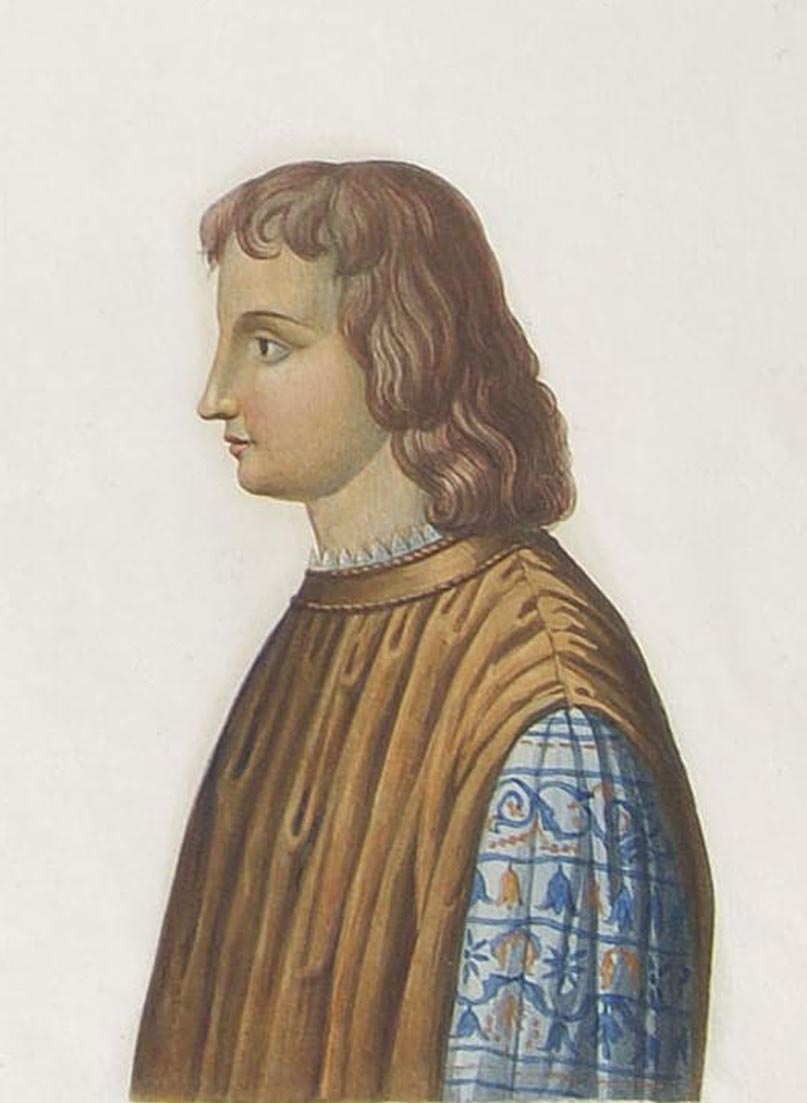
Astorre III Manfredi (Astorgio)

Galeotto Manfredi, fratello di Carlo II Manfredi, che a lui succedette alla guida della città, rimane famoso per la congiura ordita nei suoi confronti, ad opera della stessa moglie Francesca Bentivoglio; si racconta che la moglie fosse spinta dalla fortissima gelosia nei confronti di Cassandra Pavoni, l'amante di Galeotto. Più realisticamente è facile pensare che il vero motivo dell'assassinio sia da ricercare nei rapporti fra il Manfredi e i Signori di Bologna.
Nel 1491 fu fondato il Monte di Pietà. Nel 1500 la città fu assediata dalle truppe mercenarie di Cesare Borgia, alle quali resistette per 6 mesi guidata dal sedicenne Astorgio III Manfredi, poi catturato a tradimento e imprigionato a Roma dal Valentino. Pochi anni dopo il corpo del giovane signore fu ritrovato nelle acque del Tevere. All'assedio di Faenza il Guicciardini, che non esalta certo il Valentino come l'amico Machiavelli, dedica un passo della sua Storia d'Italia:
(Francesco Guicciardini, Storia d'Italia, 1540)
Cesare Borgia affidò Faenza alle truppe comandate dallo spagnolo Remire de Lorca, un capitano di ventura. Il 26 gennaio 1502 Remiro de Lorca non rispettò la sacra inviolabilità delle Chiese e arrestò un evaso che si era rifugiato all'interno del duomo di Faenza. Addirittura, il comandante spagnolo arrivò a impiccare il criminale a una finestra della stessa chiesa. Nello stesso periodo giunse a Faenza, su invito del Borgia, Leonardo da Vinci. Nel 1502 il genio toscano realizzò il progetto di una rete di gallerie sotterranee da usare in caso di emergenza. Non è noto se la rete fu effettivamente realizzata.
Nel 1503, con la morte del padre papa Alessandro VI, crollò l'effimero regno del Borgia. Subito dopo le famiglie della Romagna che erano spodestate da Cesare Borgia offrirono di sottomettersi alla Repubblica di Venezia a condizione di riavere i loro dominii sulle rispettive città. Il Senato veneziano accettò e la Serenissima prese possesso di Rimini, Faenza e altri luoghi. L'atto irritò profondamente il nuovo pontefice, il genovese Giulio II, il quale, imprigionato il Borgia, si prefisse di ristabilire il possesso pontificio di quelle terre. Il papa spinse dunque il 22 settembre 1504 Francia e Impero a stringere a Blois un trattato per la futura spartizione dei domini Veneziani.
Per evitare la guerra, Venezia si offrì nel 1505 di restituire al papa le terre occupate, ad eccezione di Rimini e Faenza. Il papa chiese allora al nuovo imperatore Massimiliano I d'Asburgo di attaccare Venezia. Massimiliano scese in Italia col pretesto di raggiungere Roma per l'incoronazione imperiale. Inaspettatamente sconfitto, l'imperatore rischiò persino di perdere Trieste e Fiume e fu costretto a chiedere una tregua. Quando il Doge di Venezia, in virtù delle proprie antiche prerogative episcopali, pretese di nominare il nuovo vescovo di Vicenza, i principali Stati europei trovarono il casus belli per attaccare la Repubblica, accusata di prevaricare il diritto della Chiesa sui vescovi. Il 10 dicembre 1508 Giulio II aderì pubblicamente alla lega di Cambrai con la Francia, l'Impero, la Spagna e il Ducato di Ferrara. Poi lanciò l'interdetto sulla Serenissima e nominò il duca Alfonso I d'Este Gonfaloniere di Santa Romana Chiesa. I veneziani furono sconfitti dai francesi nella Battaglia di Agnadello. A quel punto però, il papa, preoccupato dal crescente potere degli stranieri sull'Italia, il 24 febbraio 1510, ritirato l'interdetto, si alleò con Venezia, scomunicando Alfonso d'Este e chiamando in soccorso gli Svizzeri. Venezia, sopravvissuta al pericolo della guerra della Lega di Cambrai, si tenne in disparte rispetto ai nuovi conflitti italiani concentrandosi sulla minaccia turca. Quando fu ristabilita la pace però fu costretta a cedere le terre della Romagna allo Stato Pontificio.

## Il dominio pontificio, l'età neoclassica e la parentesi napoleonica

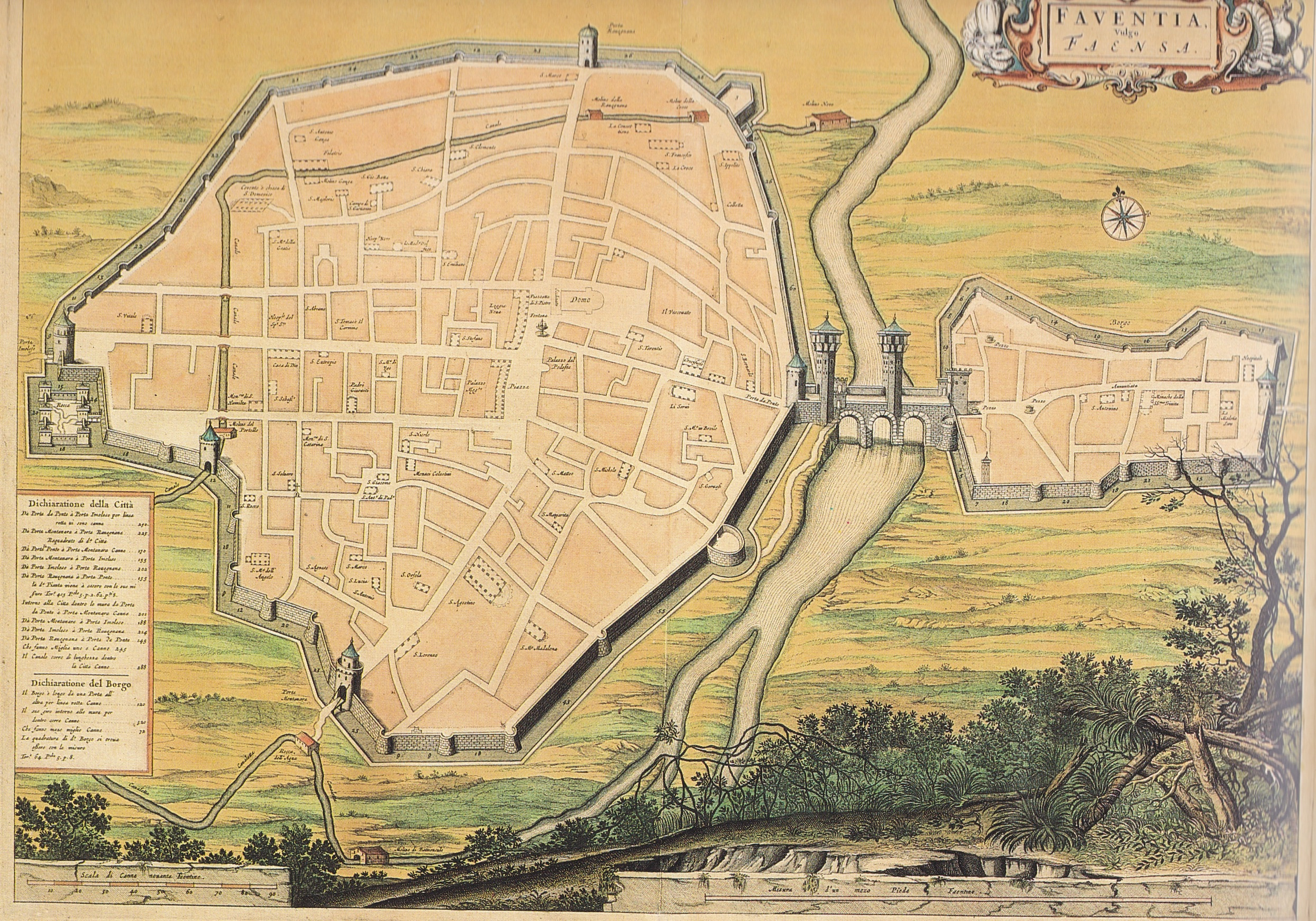
Joan Blaeu, Faventia vulgo Faenza in Theatrum civitatum et admirandorum Italiæ (Amsterdam 1633).

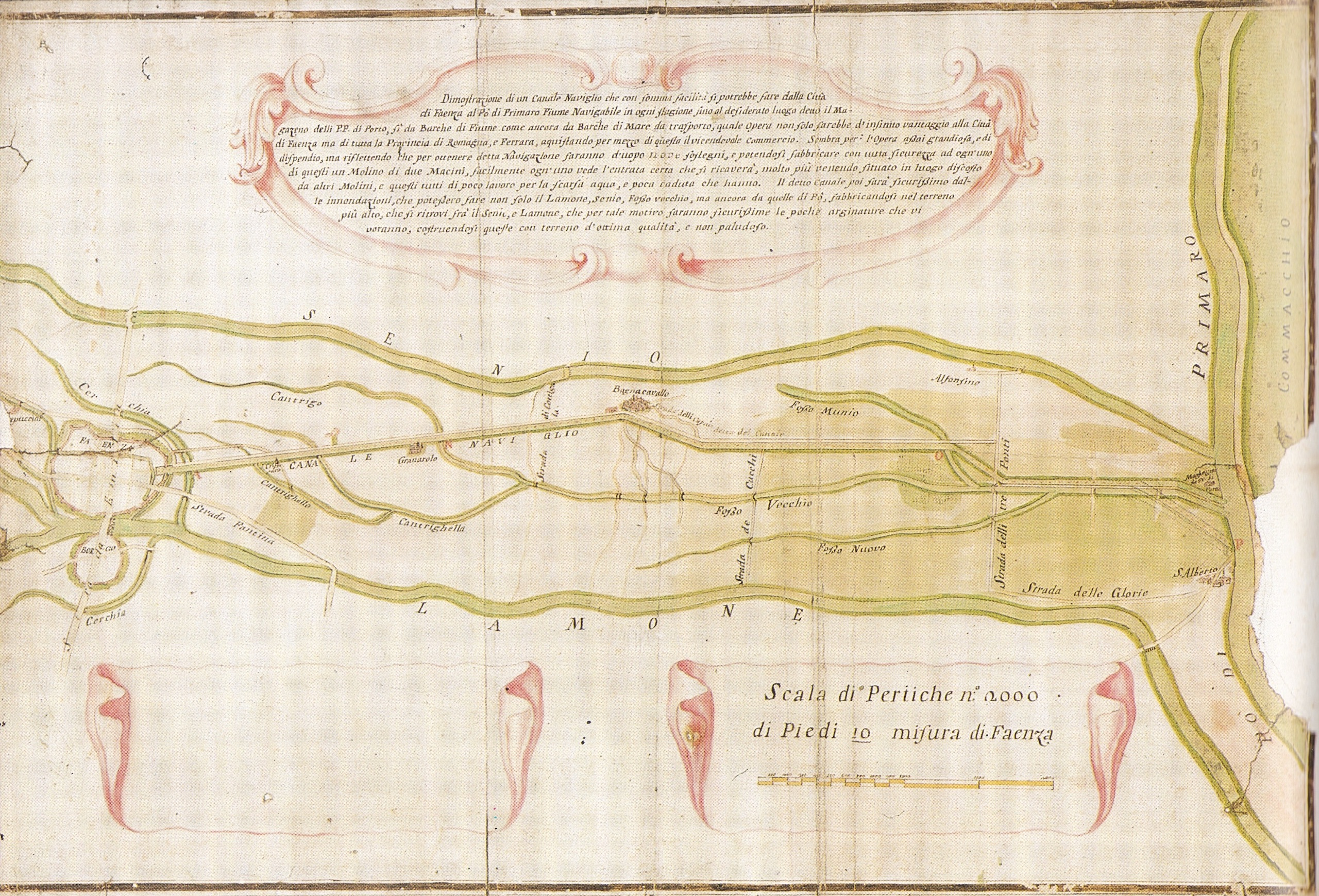
Progetto del canale Naviglio e pianta per la parte a valle, verso il Po di Primaro (1764 circa).

Durante il governo di Guicciardini della Romagna pontificia, la città godette di particolare favore, tanto che lo storico vi soggiornò per quasi tutto il 1525. Fu in questo periodo che Faenza attrasse tanti perseguitati religiosi dell'Europa del nord e dell'est. La Chiesa non tardò a prendere le necessarie contromisure. Infatti dopo il concilio di Trento, Faenza divenne sede del Tribunale della Santa Inquisizione per la Romagna.
Il 15 giugno 1583 fu iniziata la costruzione di un condotto sotterraneo per portare l’acqua dalla vicina Errano alla Piazza maggiore, secondo un accurato progetto del domenicano Padre Domenico Paganelli. L'acqua veniva convogliata in una tubatura realizzata con elementi in terracotta uniti con un mastice speciale. Ogni 40-50 metri vi erano dei pozzetti d'ispezione e, ad intervalli variabili, erano poste delle cisterne in numero di tredici. I lavori terminarono nel 1614. Nello stesso periodo (fine del XVI secolo) veniva meno la funzione militare della cinta muraria, che non venne più restaurata. Furono anche prosciugati i fossati, e adibiti a prati da sfalcio.
Tra il 1597 e il 1598 Faenza fu testimone di un importante mutamento dinastico che riguardò la vicina Ferrara. Dopo la morte di Alfonso II d'Este il papa Clemente VIII non riconobbe l'erede designato dal duca defunto, Cesare d'Este, e mandò un corpo di spedizione forte di quasi 30.000 soldati nella città romagnola guidati dal nipote, il futuro primo legato pontificio Pietro Aldobrandini incaricato di rappresentare la Santa Sede, pronto ad intervenire per imporre la volontà di Roma. Cesare tentò un accordo col papa mandando a parlamentare con l'Aldobrandini Lucrezia d'Este, sottovalutando l'odio della nobildonna per gli Este e pensando probabilmente che la nota vicinanza di Lucrezia alla Chiesa potesse aiutarlo. Poi gli eventi precipitarono. Cesare venne scomunicato e l'incontro tra emissario papale e ambasciatrice produsse la Convenzione faentina. Questo accordo concesse il dominio di Ferrara alla Santa Sede e Cesare fu così costretto ad accettare tutte le condizioni, anche quelle più sfavorevoli, e a prepararsi ad abbandonare l'antica capitale del ducato. Venne così sancita la devoluzione di Ferrara.
Nel 1608, nacque a Roma da genitori faentini il noto fisico e matematico Evangelista Torricelli discepolo di Galileo e inventore del barometro.

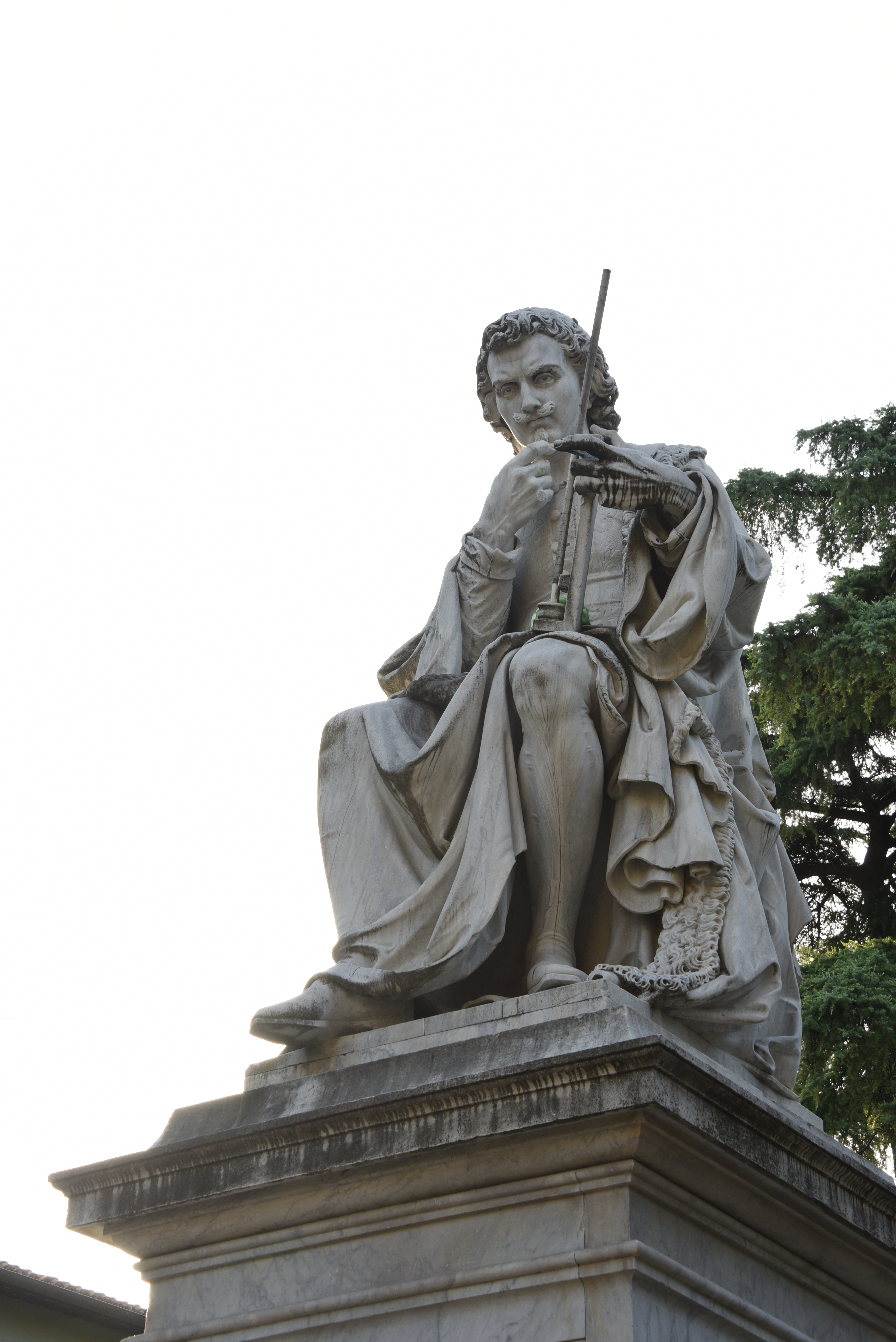
Monumento in memoria di Evangelista Torricelli, in Piazza San Francesco

Il XVIII secolo fu caratterizzato da un'intensa attività edilizia, che mutò radicalmente l'aspetto di numerosi fra i maggiori edifici, sia religiosi che civili. Nel 1752 furono avviati i lavori di demolizione della rocca. Sul sito della rocca venne costruito dell'attuale ospedale, che entrò in funzione nel 1763. Negli anni 
1759-63 si ebbe la costruzione del loggiato di fronte al Palazzo del Podestà. Nel 1766 fu appaltata la costruzione del «Chiavicone dei Servi» o di Porta Ponte, prima e principale fognatura moderna della città, tuttora funzionante. Qualche anno prima (1760) il mercato del bestiame era stato trasferito dal Borgo a Porta Imolese. All’esterno delle Mura, il Settecento fu il secolo della nascita dei primi sobborghi allineati lungo le strade in uscita dalla città; il più antico fu quello sul lato destro di corso Garibaldi, appena fuori porta Ravegnana.
Nella seconda metà del secolo Faenza divenne un importante centro del neoclassicismo italiano. «Il momento più alto nella storia artistica di Faenza si colloca negli anni che stanno fra il 1780 e il 1815. In quegli anni la città romagnola dialogava con il mondo, era uno snodo di avanguardia lungo l'asse europeo delle arti che aveva i suoi estremi cronologici da una parte nella Roma del "Goethezeit" e quindi della Kauffmann, di Füssli, di Flaxman, di Piranesi, dall'altra nella Parigi della Rivoluzione e dell'Impero e nella Milano del Regno Italico. In quegli anni la piccola città moltiplica palazzi che portano i nomi della nobiltà locale (Laderchi, Gessi, Conti, Cavina, Milzetti); palazzi che sono quanto di più squisito la civiltà neoclassica abbia prodotto in Europa».
Nel 1781 la città fu colpita da un forte sciame sismico, che durò per mesi. Il sisma non interruppe la costruzione del nuovo ponte sul torrente Marzeno, in sostituzione del ponte d'arco crollato nel 1521 e sino da allora sostituito da un traghetto. La nuova infrastruttura, tutt'oggi conosciuta come Ponte Rosso, fu inaugurata nel 1782.
Il 20 gennaio del 1783 fu inaugurato il canale naviglio Zanelli, l'importante via d'acqua che collega Faenza al fiume Reno, passando per Bagnacavallo. L'opera, della lunghezza di 35,4 km, fu realizzata per volontà del conte Scipione Zanelli (1722-1792) con i finanziamenti messi a disposizione da papa Pio VI. Progettato dall'ingegnere Romoaldo Bertaglia, era alimentato dalle acque del canale comunale proveniente dalla Chiusa di Errano. La via d’acqua aveva come scopo principale la navigazione commerciale, ma allo stesso tempo alimentava mulini, maceratoi da canapa, pile per mondare il riso e altri opifici. Il canale aveva una portata di 2 metri cubi al secondo; la navigazione si svolgeva mediante animali da tiro, che trainavano le barche lungo gli argini, opportunamente ombreggiati da migliaia di pioppi. Il canale naviglio rimase l'infrastruttura primaria di trasporto delle merci per quasi duecento anni, fino all'apertura della linea ferroviaria Castelbolognese-Ravenna (1863).
 
Il Libro degli Esercizi, ed Arti (1795) fornisce un quadro esauriente delle attività commerciali e artigianali presenti a Faenza alla fine del Settecento. All'epoca erano censite 375 attività. Le categorie più numerose erano i falegnami (56), i calzolai (36), i sarti (28) e i fabbri (26). Le attività di maggior prestigio si concentravano attorno alla Piazza: orefici, orologiai, speziali, intagliatori, librai e stampatori.
Nel 1797 vicino a Faenza, sul fiume Senio, si combatté la battaglia decisiva (ma dall'esito scontato) fra le milizie pontificie e l'esercito di Napoleone. Abbiamo un piacevole resoconto della battaglia nelle memorie di Monaldo Leopardi, il padre di Giacomo:
(Monaldo Leopardi, Autobiografie, 1833)
Sotto l'occupazione napoleonica Faenza fu sede, tra il 1803 e il 1815, dell'unico liceo del dipartimento del Rubicone, che comprendeva l'intera Romagna, grazie all'impegno dell'intellettuale faentino Dionigi Strocchi (che diresse dal 1806 al 1809) e dell'amico Vincenzo Monti. Nel 1840 apparve la rivista letteraria «L'Imparziale», fondata e diretta da Vincenzo Rossi. Brillante esempio di rivista culturale nata in ambito locale, fu pubblicata fino al 1847. Nel 1841 fu fondata la prima Cassa di Risparmio cittadina. Ebbe la prima sede nel Palazzo del conte Pasolini Zanelli.

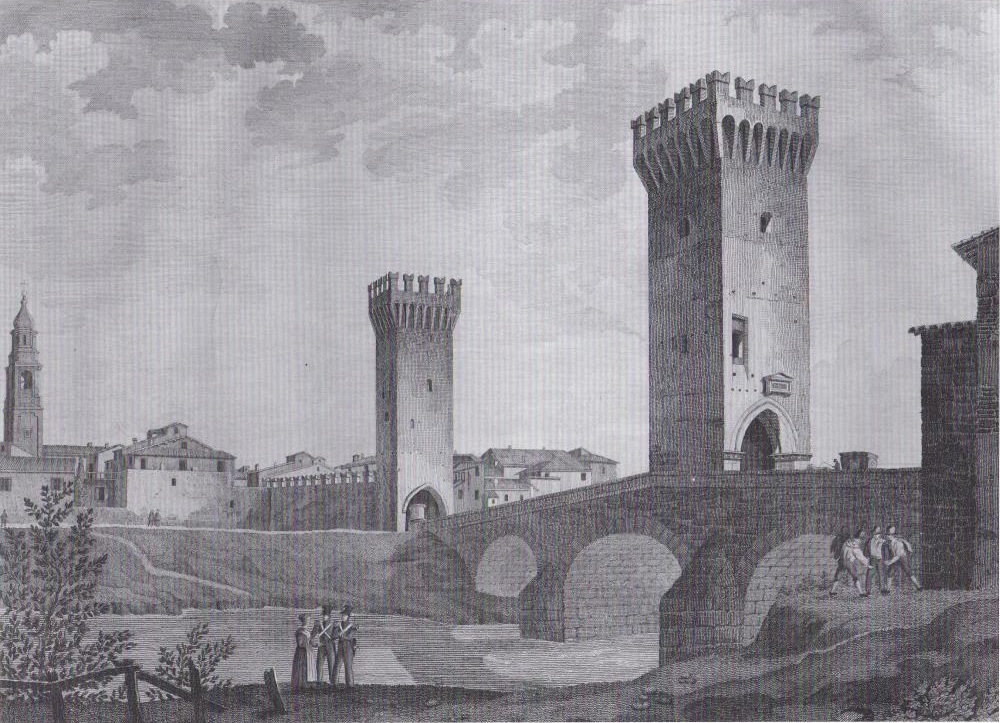
Luigi Ricciardelli, disegno del Ponte sul Lamone a Faenza. Anni 1830.

## Dall'Unità nazionale ad oggi

Nenni con il Guardaportone di Montecitorio

Nel 1881, su 36.042 abitanti vi erano cinque ragionieri, otto medici e sei avvocati residenti a Faenza. Nel 1891 nacque Pietro Nenni, leader storico del socialismo italiano, considerato tra i padri della repubblica.
Nel 1895 il Conte Carlo Zucchini, anima instancabile per molti anni delle associazioni cattoliche faentine, condusse le forze politiche cattoliche e liberali alla guida della città, stabilendo un tale preponderanza che per Faenza venne coniata l'espressione di "isola bianca", per distinguerla dal resto della "rossa" Romagna dove prevalevano le forze socialiste e repubblicane.

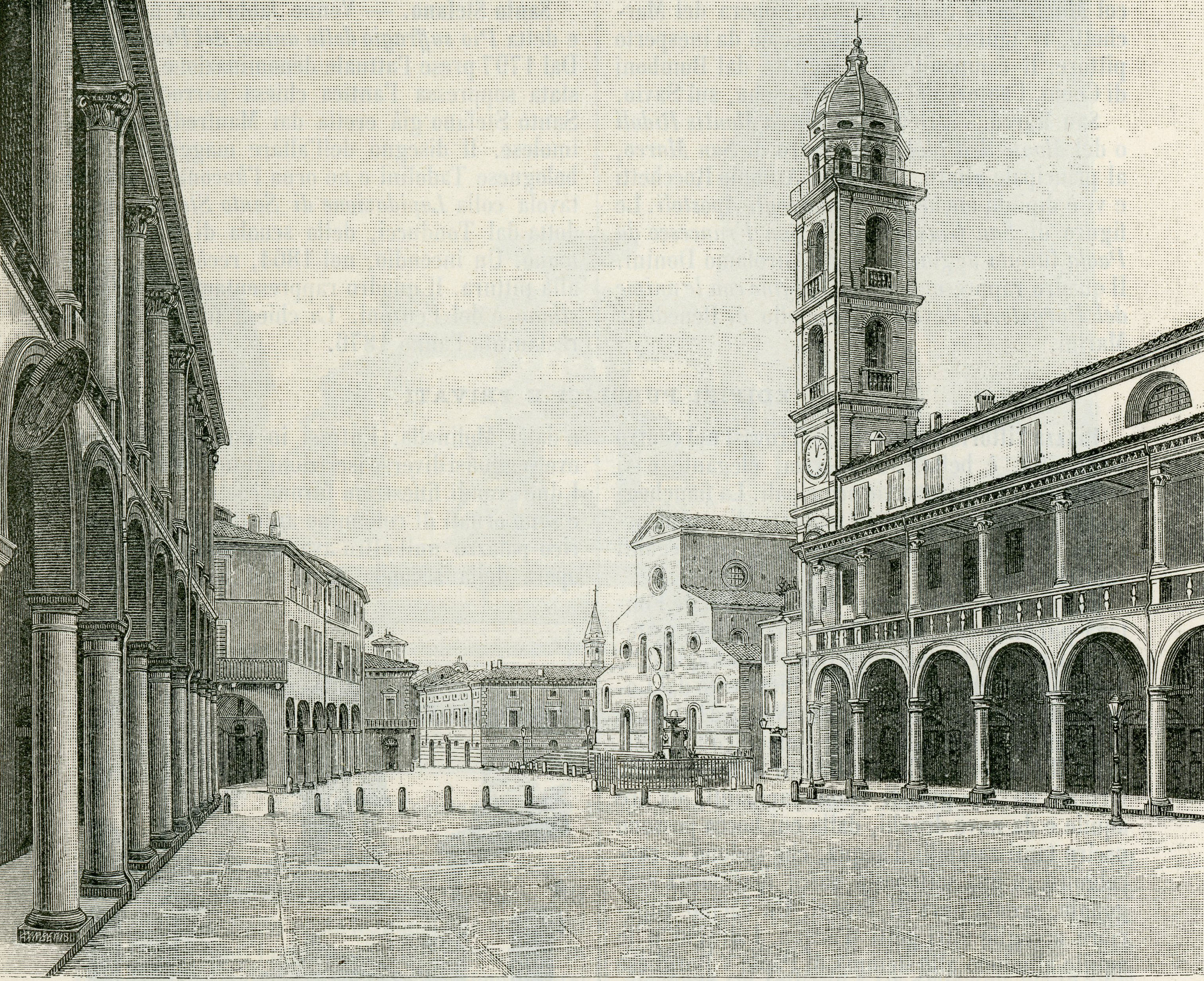
Xilografia di Piazza Vittorio Emanuele, oggi Piazza del Popolo

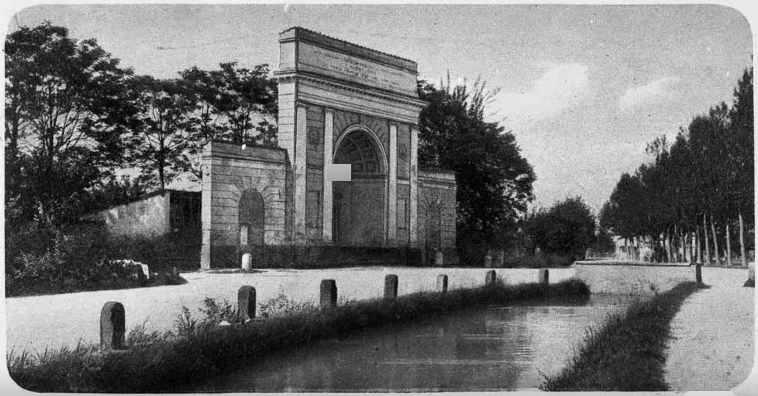
Il Fontanone e il Canal Grande ai primi del Novecento

Il punto di maggior splendore della Faenza post unitaria fu raggiunto nel 1908 con l'Esposizione Torricelliana, una manifestazione imponente che fu visitata e inaugurata dal Re in persona portando Faenza alla ribalta nazionale. L'esposizione raccoglieva nelle sale dell'ex convento di San Maglorio i prodotti ceramici contemporanei (provenienti da tutta Europa). Insieme ad esse sono stati esposti tanti esemplari prodotti da antiche fornaci italiane. Conclusasi l'Esposizione, grazie ai doni degli espositori nacque il museo internazionale delle ceramiche.
A prova del prestigio raggiunto dall'arte faentina nel Rinascimento, quando il 18 agosto 2006 il Premier del Québec, Jean Charest, annunciò il ritrovamento del primo insediamento francese in Canada, quello di Charlesbourg-Royal, aggiunse che nel sito fu ritrovato il frammento di un piatto con decorazioni realizzato a Faenza tra il 1540 e il 1550, certamente di proprietà dell'aristocratico che svolgeva le funzioni di comandante della colonia.
Durante la seconda guerra mondiale Faenza fu bombardata più volte: il primo attacco si verificò il 2 maggio 1944; il secondo il 13 maggio. Nel corso di quel durissimo anno, la città fu colpita circa cento volte. I due terzi dell'abitato furono distrutti. Il vescovo, mons. Antonio Scarante, morì sotto i bombardamenti il giorno prima della liberazione.
La liberazione di Faenza avvenne con una battaglia che si svolse dal 3 al 15 dicembre 1944, nell'ambito dell'offensiva degli Alleati contro la Linea Gotica. Faenza era presidiata dal LXXVI Corpo della 10ª Armata tedesca. Gli Alleati mettevano in campo il I Corpo canadese, il V e X Corpo britannico e il II corpo polacco, sotto il comando dell'VIII Armata britannica. I primi ad entrare in città furono i soldati neozelandesi (2nd New Zealand Division) il 16 dicembre 1944. Nella lotta partigiana si distinsero particolarmente:
- Benigno Zaccagnini, che sarà il segretario della Democrazia Cristiana dal 1975 al 1980;
- Silvio Corbari, che diede vita nel 1943 ad una formazione partigiana, passata alla storia come Banda Corbari; in seguito all'uccisione di Gustavo Marabini, console della milizia fascista, Silvio Corbari venne catturato e in seguito impiccato a Castrocaro.
- il calciatore Bruno Neri, dotato sportivo e coraggioso combattente, che trovò la morte tra le montagne di Tredozio, nei pressi dell'eremo di Gamogna.